# 那魯灣部落
那魯灣部落是位於臺灣新竹市的一個阿美族部落，是個居住在都市邊緣的小集居部落，成立於1982年，是新竹市唯一的阿美族聚落。

## 部落概況
那魯灣部落是新竹次都會區都市邊緣的原住民部落之一，位居新竹市郊西側的海濱，香山區海山里海山漁港南側堤防內。居民多為阿美族人，通行阿美語、華語。部落成立於1982年，族人源自於台東縣成功鎮美山里的美拉魯灣社。
那魯灣部落是1980年代以後，臺灣東部阿美族向外地二次移民少數成功的例子之一。與其他都市部落不同的是，那魯灣部落大部分是家族舉家遷移，所有的居民都有親屬關係，而非一般都市部落由散居都市的個別原住民聚集而成。

## 外部連結
- 那魯灣部落 （页面存档备份，存于）
- 專題網站 （页面存档备份，存于）
- 2009年那魯灣部落數位典藏明信片 （页面存档备份，存于）